# Nevado Huayna Potosí
Nevado Huayna Potosí är ett berg i Bolivia.   Det ligger i departementet La Paz, i den centrala delen av landet, 400 km nordväst om huvudstaden Sucre. Toppen på Nevado Huayna Potosí är 6 088 meter över havet.
Terrängen runt Nevado Huayna Potosí är kuperad åt sydväst, men åt nordost är den bergig. Nevado Huayna Potosí är den högsta punkten i trakten. Runt Nevado Huayna Potosí är det tätbefolkat, med 343 invånare per kvadratkilometer.. 
Trakten runt Nevado Huayna Potosí består i huvudsak av gräsmarker.